# 자유 기념비
자유 기념비(自由 紀念碑, 라트비아어: Brīvības piemineklis)는 라트비아 리가에 위치한 기념비이다. 1918년부터 1920년까지 일어난 라트비아 독립 전쟁에서 숨진 군인들을 추모하고 있다. 기념비의 높이는 42m이며 1935년 11월 18일에 완공되었다. 라트비아의 자유와 독립, 주권의 대표적인 상징으로 여겨지고 있으며 라트비아의 조각가인 카를리스 잘레(라트비아어: Kārlis Zāle)가 기념비의 조각을 맡았다.
기념비 위쪽에는 머리 위로 세 개의 금색 별을 들고 있는 청동 여신상이 세워져 있다. 세 개의 별은 라트비아의 역사적인 세 지역인 비제메, 라트갈레, 쿠를란트를 의미한다. 라트비아가 소련의 지배를 받던 시대에는 어머니 러시아가 에스토니아, 라트비아, 리투아니아를 지배한다고 하여 발트 3국이 이오시프 스탈린에 의해 해방된 것을 기념하는 건축물로 여겨졌다. 또한 기념비 주변에 꽃을 바치거나 집회를 가지는 것이 금지되기도 했다.
기념비 아래쪽에는 자유(1번), 라트비아(2번), 라츠플레시스(3번), 쇠사슬을 끊는 사람들(4번), 바이델로티스(5번), 1905년(7번), 철교 위에서 일어난 베르몬티아인과의 싸움(8번), 조국 방위(9번), 노동(10번), 학문(11번), 가족(12번), 라트비아 소총수(13번), 라트비아인: 노래하는 사람들(14번)을 주제로 한 부조가 새겨져 있으며 기념비 받침대(6번)에는 라트비아의 작가인 카를리스 스칼베(Kārlis Skalbe)가 기념비에 바친 글귀인 "조국과 자유를 위해"("Tēvzemei un Brīvībai")가 새겨져 있다.

## 갤러리

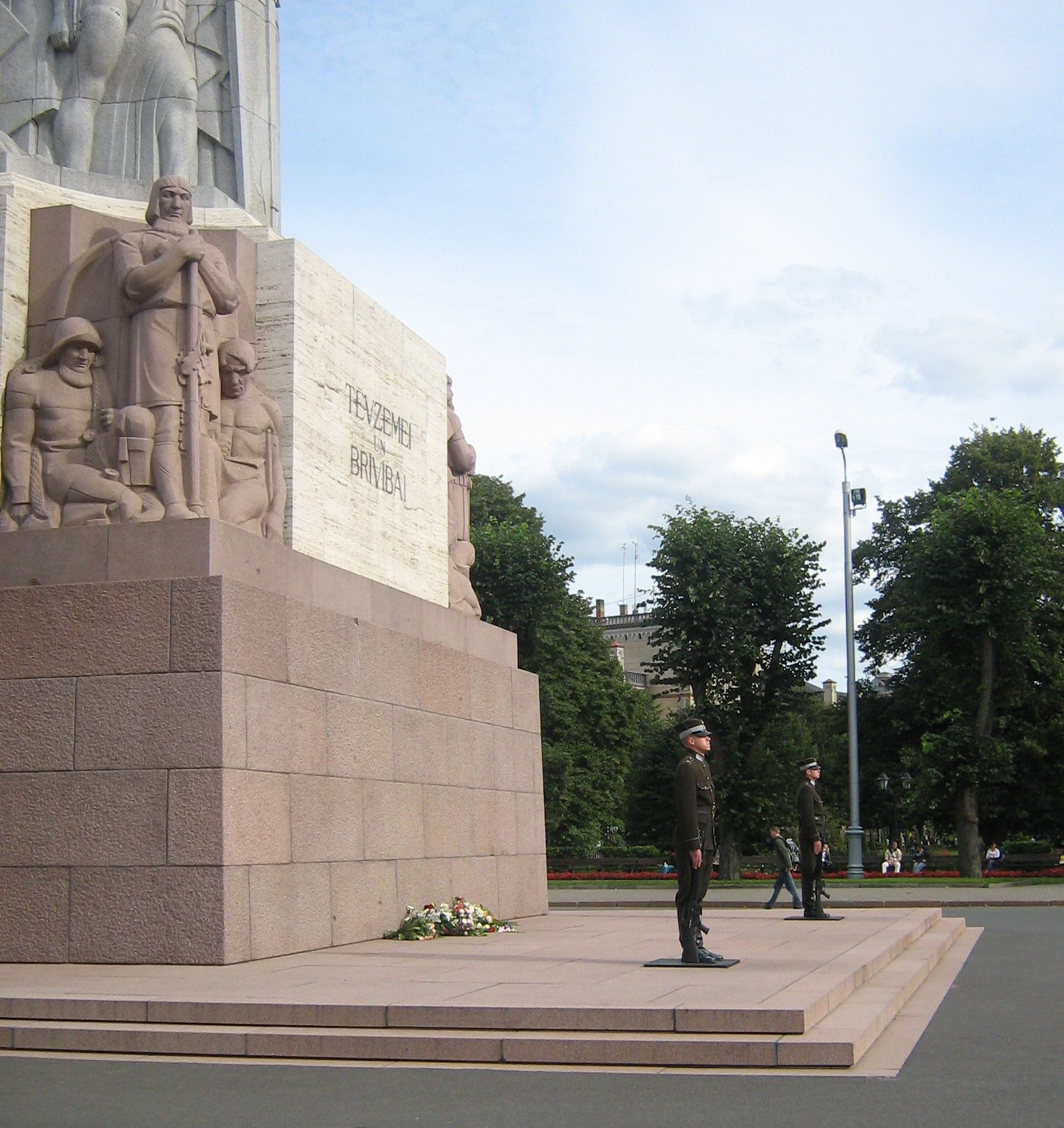
자유 기념비 앞을 지키는 경비원
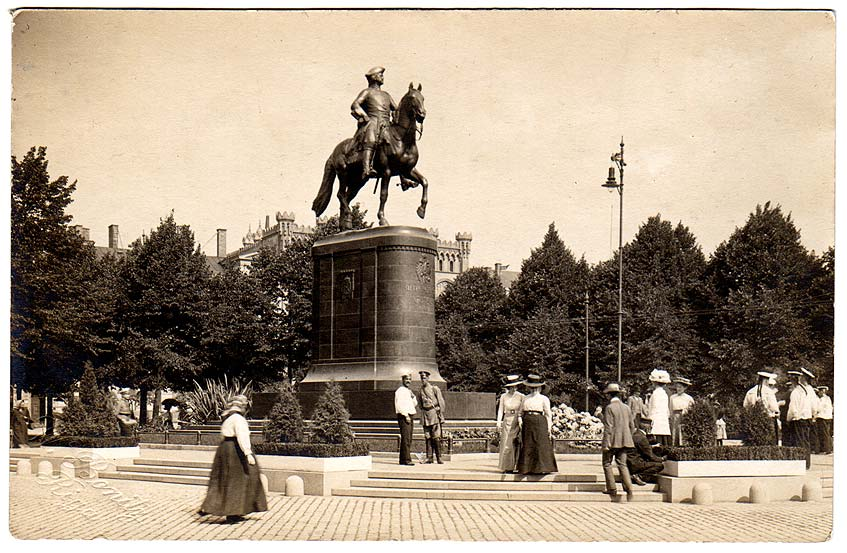
자유 기념비가 세워지기 이전의 리가 (표트르 1세의 동상)